# Multiverso cuántico
Un Multiverso de Nivel III es un tipo de multiverso propuesto por Brian R. Greene, según la clasificación de Max Tegmark, basada en la Interpretación de los Muchos Mundos (IMM) de Hugh Everett, que es una de las varias interpretaciones dominantes en la mecánica cuántica.
La mecánica cuántica afirma que ciertas observaciones no pueden ser predichas de forma absoluta. En cambio, hay una variedad de posibles observaciones, cada una de ellas con una probabilidad diferente. Según la teoría de universos múltiples, cada una de estas observaciones posibles equivale a un universo diferente. Los procesos aleatorios cuánticos provocan la ramificación del universo en múltiples copias, una para cada posible universo.
Esta interpretación concibe un enorme número de universos paralelos. Dichos universos se encuentran «en otra parte» distinta del espacio ordinario. No obstante, estos «mundos paralelos» hacen notar su presencia en ciertos experimentos de laboratorio tales como la interferencia de ondas y los de computación cuántica. Si se supone que se lanza un dado y se obtiene un resultado al azar, la mecánica cuántica determina que salen todos los valores a la vez, pudiéndose decir que todos los valores posibles aparecen en los diferentes universos. Esta interpretación de la mecánica cuántica rechaza el colapso de la onda de probabilidad cuántica. Al estar situados sólo en uno de estos universos, únicamente se puede percibir una fracción de la realidad cuántica completa.